# Alina Wojtas
Alina Wojtas (n. 21 martie 1987, în Nowy Sącz) este o jucătoare de handbal din Polonia legitimată la clubul MKS Zagłębie Lubin și care, între 2008 și 2018, a fost componentă a echipei naționale a Poloniei. Ea a debutat la selecționata națională pe 23 mai 2008, într-un meci amical împotriva Kazahstanului. Alina Wojtas evoluează pe postul de intermediar stânga.
Wojtas, care inițial a practicat baschetul, a început să joace handbal la clubul UKS Olimpia Nowy Sącz. Până în 2009 a făcut parte din echipa AZS AWFiS Gdańsk, apoi s-a transferat la SPR Lublin. Handbalista a jucat trei sezoane și în Norvegia, la Larvik HK, cu care a câștigat medalie de bronz în Liga Campionilor 2014-2015.

## Palmares
- Campionatul Poloniei:
  -  Câștigătoare: 2009, 2010, 2013, 2014
  - Medalie de argint: 2008, 2011
  - Medalie de bronz: 2012

- Cupa Poloniei:
  -  Câștigătoare: 2010, 2012

- Campionatul de junioare al Poloniei:
  -  Câștigătoare: 2006

- Campionatul Norvegiei:
  -  Câștigătoare: 2015, 2017

- Cupa Norvegiei:
  -  Câștigătoare: 2015, 2017

- Liga Campionilor EHF:
  - Finalistă: 2015